# لا فرسندا
لا فرسندا (به اسپانیایی: La Fresneda) یک شهرستان در اسپانیا است که در استان تروئل واقع شده‌است.

## خصوصیات
لا فرسندا ۳۹ کیلومترمربع مساحت و ۴۵۱ نفر جمعیت دارد.